# Olympique de Gafsa
L'Olympique de Gafsa (arabe : أولمبيك قفصة) est un club tunisien de handball féminin basé à Gafsa.